# Der Rechenmeister
Der Rechenmeister ist der 1999 erschienene Erstlingsroman von Dieter Jörgensen. Dieter Jörgensen wurde 1936 geboren und ist Ingenieur und Schriftsteller. Das Buch handelt vom Leben des Mathematikers Nicolo Tartaglia, von der Zeit seiner Ankunft in Venedig bis zum Verlust des berühmten Wettstreits mit Lodovico Ferrari und Gerolamo Cardano im August 1548.
Tartaglias Charakter und Leben wird im Spannungsfeld vom Streben nach Anerkennung als genialer Mathematiker, seiner Angst vor Fremden auf Grund seines Stotterns und seiner Liebe zur venezianischen Jüdin Sara Rossi beschrieben und von Dieter Jörgensen in zahlreichen Details ausgearbeitet. Den historischen Kontext bildet das mittelalterliche Venedig. Venedig bewahrte sich zunächst eine relative Unabhängigkeit vom Heiligen Stuhl in Rom und der Inquisition, verlor jedoch zunehmend in Kriegen an Macht und Selbständigkeit. Besonderes dabei die Situation der Juden, die im Ghetto Venedigs einerseits ihren lukrativen Geschäften nachgingen, andererseits um ihren Fortbestand als Gemeinschaft innerhalb der Serenissima kämpfen mussten.
Das Finale des Romans wird von dem berühmt gewordenen Streit zwischen Tartaglia und dem Arzt und Mathematiker Gerolamo Cardano und dessen Schüler Lodovico Ferrari bestimmt. Dabei ging es um den Ruhm der Entdeckung des Lösungswegs für kubische Gleichungen. In einer bis dahin in der Wissenschaftsgeschichte einzigartigen Auseinandersetzung, die größtenteils öffentlich über tausende verteilter Flugblätter in zahlreichen großen Städten ausgetragen wurde, beschuldigte Tartaglia Cardano, ihm den Lösungsweg mittels eines Eides abgerungen zu haben, um ihn einige Jahre später selbst zu veröffentlichen. Tartaglia selbst hatte – sich seiner einmaligen Leistung allzu sicher – von einer Veröffentlichung des Lösungsweges abgesehen. Er  wollte zunächst eine italienische Übersetzung der Elemente des Euklid erstellen und schließlich seine eigene Veröffentlichung des Lösungsweges im Rahmen eines großen Hauptwerkes (geplant unter dem Titel Trattato) vornehmen.
Unter dem Titel De rekenmeester erschien 2001 eine holländische Übersetzung.